# Viile Satu Mare
Viile Satu Mare (Szatmárhegy en hongrois, Szatmarer Weinberg en allemand) est une commune roumaine du județ de Satu Mare, dans la région historique de Transylvanie et dans la région de développement du Nord-ouest.

## Géographie
La commune de Viile Satu Mare est située à l'est du județ, à la limite entre la plaine du Someș et les collines de la Crasna, à 20 km au sud de Satu Mare, le chef-lieu du județ.
La municipalité est composée des cinq villages suivants (population en 2002) :
- Cionchești (199) ;
- Medișa (276) ;
- Tătărești (620) ;
- Tireac (88) ;
- Viile Satu Mare (2 059), siège de la commune.

## Histoire
La première mention écrite du village de Viile Satu Mare date de 1430, Medișa apparaît en 1273 et Tătărești en 1411.
La commune, qui appartenait au royaume de Hongrie, faisait partie de la principauté de Transylvanie et elle en a donc suivi l'histoire.
En 1703, de nombreux réfugiés viennent s'installer à Viile Satu Mare à la suite du grand incendie de Satu Mare, en 1769, ce sont des réfugiés protestants d'Ardud qui plantent les vignes qui donnent son nom à l'endroit.
Après le compromis de 1867 entre Autrichiens et Hongrois de l'empire d'Autriche, la principauté de Transylvanie disparaît et, en 1876, le royaume de Hongrie est partagé en comitats. Viile Satu Mare intègre le comitat de Szatmár (Szatmár vármegye). En 1906, des archéologues découvrent un trésor de 702 monnaies médiévales aujourd'hui conservées au Musée de Cluj-Napoca.
À la fin de la Première Guerre mondiale, l'Empire austro-hongrois disparaît et la commune rejoint la Grande Roumanie au traité de Trianon.
Jusqu'en 1945, le village de Viile Satu Mare a fait partie de la municipalité de Satu Mare.
En 1940, à la suite du deuxième arbitrage de Vienne, elle est annexée par la Hongrie jusqu'en 1944. Elle réintègre la Roumanie après la Seconde Guerre mondiale au traité de Paris en 1947.

## Politique
Le conseil municipal de Viile Satu Mare compte 13 sièges de conseillers municipaux. À l'issue des élections municipales de juin 2008, Daniel Ionel David (PD-L) a été élu maire de la commune.
| Parti                                      | Nombre de conseillers |
| ------------------------------------------ | --------------------- |
| Union démocrate magyare de Roumanie (UDMR) | 4                     |
| Parti démocrate-libéral (PD-L)             | 4                     |
| Parti social-démocrate (PSD)               | 2                     |
| Parti national libéral (PNL)               | 1                     |
| Parti civique hongrois                     | 1                     |
| Candidat indépendant                       | 1                     |

## Religions
En 2002, la composition religieuse de la commune était la suivante :
- Réformés, 41,73 % ;
- Chrétiens orthodoxes, 39,04 % ;
- Grecs-Catholiques, 12,83 % ;
- Catholiques romains, 3,36 % ;
- Pentecôtistes, 1,51 %.

## Démographie
En 1910, à l'époque austro-hongroise, la commune comptait 1 649 Roumains (95,65 %), 56 Hongrois (3,25 %) et 10 Allemands (0,58 %),.
En 1930, on dénombrait 1 835 Roumains (95,08 %), 26 Juifs (1,35 %), 53 Tsiganes (2,75 %) et 15 Hongrois (0,78 %).
En 1956, après la Seconde Guerre mondiale, 2 836 Roumains (56,15 %) côtoyaient 2 108 Hongrois (41,73 %), 24 Juifs (0,48 %) et 47 Tsiganes (0,93 %).
En 2002, la commune comptait 1 495 Hongrois (46,11 %), 1 348 Roumains (41,57 %) et 379 Tsiganes (11,69 %). On comptait à cette date 1 963 ménages et 1 800 logements.
| 1880  | 1890  | 1900  | 1910  | 1920  | 1930  | 1941  | 1956  | 1966  |
| ----- | ----- | ----- | ----- | ----- | ----- | ----- | ----- | ----- |
| 1 361 | 1 467 | 1 561 | 1 724 | 1 784 | 1 930 | 2 089 | 5 051 | 4 659 |

| 1977  | 1992  | 2002  | 2007  | - | - | - | - | - |
| ----- | ----- | ----- | ----- | - | - | - | - | - |
| 4 411 | 3 244 | 3 242 | 3 202 | - | - | - | - | - |

## Économie
L'économie de la commune repose sur l'agriculture (vignes, vergers) et l'élevage, la commune dispose de 6 797 ha de terres agricoles.

## Communications

### Routes
Viile Satu Mare est située sur la route régionale DJ193C qui mène au nord vers la DN19A et Satu Mare et au sud vers Homoroade. La DJ195 rejoint Ardud au sud-ouest et la DJ193A le village de Tătărești au nord-est.

### Voies ferrées
Viile Satu Mare est desservie par la ligne des chemins de fer roumains (Căile Ferate Române) Carei-Ardud-Șomcuta Mare.

## Lieux et monuments
- Viile Satu Mare, église orthodoxe de 1894[11].
- Viile Satu Mare, église réformée construite entre 1839 et 1862, classée monument historique[11].
- Medișa, église orthodoxe de 1867[11].
- Tătărești, église orthodoxe des Sts Archanges Michel et Gabriel datant de 1814, classée monument historique[11],[12].